# Inkerman
Inkerman (em ucraniano: Інкерман; em russo: Инкерман; em tártaro da Crimeia:  İnkerman) é uma cidade na península da Crimeia, subordinada ao município de Sebastopol. Tem 2 km² de área e sua população em 2014 foi estimada em 10.348 habitantes.